# Звичайне серце
«Звичайне серце» — американська телевізійна драма режисера Раяна Мерфі, сценаристом виступив Ларі Крамер. Фільм знятий за мотивами автобіографічного роману 1985 року Ларі Крамера з однойменною назвою. Прем'єра фільму відбулась 25 травня 2014 року на каналі HBO. 26 серпня 2014 року вийшли DVD та Blu-ray диски з цим фільмом.
Допрем'єрний показ фільму відбувся на щорічному ЛГБТ кінофестивалі у Торонто Онтаріо «Inside Out Film and Video Festival» 23 травня 2014 року. Для широкого загалу «Звичайне серце» дебютувало на каналі HBO 25 травня 2014 року о 21 годині.

## Сюжет
Драма, дія якої відбувається в першій половині 1980-х, розповідає про декількох жителів Нью-Йорка, які намагаються привернути увагу влади і суспільства до епідемії СНІДу.

## Акторський склад
- Марк Руффало — Нед Вікс (прототип — Ларрі Крамер[en])
- Меттью Бомер — Фелікс Тернер
- Тейлор Кітч — Брюс Найлз (прототип — Пол Попхем[en])
- Джим Парсонс — Томмі Ботрайт (прототип — Роджер Макфарлейн[en])
- Джулія Робертс — Емма Брукнер (прототип — Лінда Лобенштайн[en])
- Джо Мантелло — Міккі Маркус
- Альфред Моліна — Бен Вікс (прототип — Артур Крамер[en])
- Деніс О'Хара[en] — Хайрам Кіблер
- Корі Столл — Джон Бруно
- Фінн Віттрок — Альберт
- Бредлі Вонг — Баззі
- Джонатан Гофф — Крейг Доннер
- Стефен Спінела[en] — Сtнфорд
- Даніель Ферланд[en] — Естель

## Нагороди
| Awards                      | Awards         | Awards                                           | Awards                | Awards    |
| Нагорода                    | Дата церемонії | Категорія                                        | Номінанти та лауреати | Результат |
| --------------------------- | -------------- | ------------------------------------------------ | --------------------- | --------- |
| Вибір телевізійних критиків | 19 червня 2014 | Найкращий фільм                                  |                       | Перемога  |
| Вибір телевізійних критиків | 19 червня 2014 | Найкращий актор у фільмі/серіалі                 | Марк Руффало          | Номінація |
| Вибір телевізійних критиків | 19 червня 2014 | Найкращий актор другого плану у фільмі /серіалі  | Меттью Бомер          | Перемога  |
| Вибір телевізійних критиків | 19 червня 2014 | Найкращий актор другого плану у фільмі /серіалі  | Джо Мантелло          | Номінація |
| Вибір телевізійних критиків | 19 червня 2014 | Найкраща актриса другого плану у фільмі /серіалі | Джулія Робертс        | Номінація |
| Золотий глобус              | 11 січня 2015  | Найкращий актор другого плану у фільмі           | Меттью Бомер          | Перемога  |